# Carpo
Carpo (XLVI, S/2003 J 20) är en av Jupiters månar. Den upptäcktes 2003 av en grupp astronomer vid University of Hawaii under ledning av Scott S. Sheppard. Carpo är cirka 3 kilometer i diameter och roterar kring Jupiter på ett avstånd av cirka 16 989 000 kilometer.